# アフリカン・ブラックウッド
アフリカン・ブラックウッド（英語: African blackwood; 学名：Dalbergia melanoxylon Guill. & Perr.）は、アフリカの熱帯季節林に育つマメ科ツルサイカチ属の被子植物である。セネガル共和国から東はエリトリア国、南は南アフリカ共和国のトランスヴァール共和国にかけてを原産とする。楽器業界におけるグラナディラ（grenadilla）や木材業者が名付けたアフリカコクタン、またムピンゴ（スワヒリ語: mpingo）という名称でも知られている。
種小名 melanoxylon はギリシア語で〈黒い〉を表す形態素 melano-（参照: 古典ギリシア語 μέλας、現代ギリシア語 μελανός）と〈木〉を表す形態素 xylon（参照: 古典ギリシア語 ξύλον）との合成であり、英名の blackwood とほぼ同義である。
ワシントン条約附属書IIの適用対象である（参照: #他の木材との関係）。

## 概要

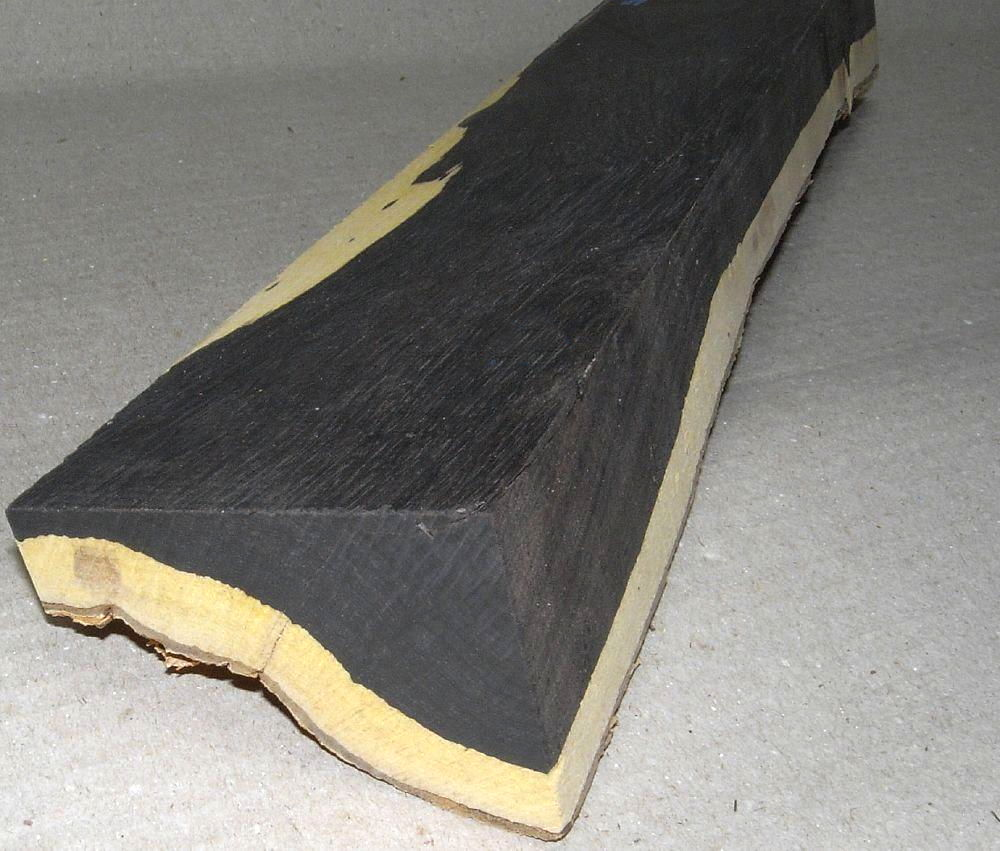
アフリカン・ブラックウッド

木材の濃さや光沢は、赤みを帯びたものから純粋な黒まである。この木材は、乾燥をゆっくり進ませて割れが発生するのを抑えるために、心材とははっきりと区別できる明るい黄白色の辺材をつけたままで製材されるのが一般的である。質の良いアフリカン・ブラックウッドは工業用木材市場で高値で取引される。
この木はババナス (Babanus) やグラナディラ（グレナディラ、Grenadilla）とも呼ばれており、これらの名称は様々な地方の英語の方言において借用語としてみられる。
過度の伐採が原因で、アフリカン・ブラックウッドの木はケニアで深刻な状況にあり、タンザニアとモザンビークでは注意喚起の段階とされている。アフリカン・ブラックウッドの木は持続不可能な速さで伐採されている。これは一部はケニアへの違法な密輸のため、また、成熟するのに60年以上かかるためでもある。

## 分布
アンゴラ、ウガンダ、エチオピア、カメルーン、ケニア、コートジボワール、コンゴ民主共和国、ザンビア、ジンバブエ、スーダン、セネガル、タンザニア、チャド、中央アフリカ共和国、ナイジェリア、ナミビア、ブルキナファソ、ボツワナ、マラウイ、マリ、南アフリカ共和国（ムプマランガ州、リンポポ州）、南スーダン、モザンビークに自生する。

## 特徴
低木あるいは高木で、7メートルの高さに達し、灰色の樹皮ととげで被われた枝を持つ。葉は、乾季には落ち、互生葉序で、6-22センチメートルの長さがあり、羽状であり、9-13枚の交互に配列した小葉を持つ。花は小さくて白く甘い香りを持ち、密集した房状に咲く。実には灰色で紙状の莢があり細長く扁平、長さは7センチメートルまでで両端が尖っており、種子が1-2個入っている。

### 他の木材との関係
- アフリカン・ブラックウッドは現在では黒檀とは同一視されない。黒檀という名称は、現在は限られた数の樹木であるカキノキ科カキノキ属（Diospyros）のために用いるように要約されている。これらの樹木はもっとくすんだ外見をしていて、よりもろい。
- ツルサイカチ属には、ブラジリアン・ローズウッド（ダルベルギア・ニグラ Dalbergia nigra）、キングウッド（D. cearensis）やココボロ（主にダルベルギア・レトゥサ D. retusa）といった、他の木材の得られる樹木が複数種含まれる。また、ケニアには同属の植物としてダルベルギア・ラクテア（スウェーデン語版）（D. lactea、キクユ語: mwaritha）が見られるがこれはつる植物あるいは低木であり、樹皮から紐作り用の繊維が得られる[5]。ブラジリアン・ローズウッド（附属書Iに記載）を除くツルサイカチ属の種全体が2017年10月4日から有効となっているワシントン条約附属書IIに記載されている[6]ため、アフリカン・ブラックウッドにも附属書IIが適用される。

## 用途
アフリカン・ブラックウッドの備える音色の特性は、主にクラリネット、オーボエ、ハイランド・パイプ、ノーサンブリアン・パイプ Northumbrian pipes といった木管楽器やバグパイプに使用される時に特に高く評価される。エジプトの時代から家具の製造業者はこの木材を高く評価してきた。アフリカン・ブラックウッドは商船の底荷(バラスト)としても用いられてきた。また、いくつかの積極的なノーサンブリアン・パイプの製造業者は、古くなり処分されたアフリカン・ブラックウッドの底荷を非常に効果的に生かして再利用した。
グレッソ（Gresso、ロシアに拠点を置く携帯電話端末の製造業者）は、アフリカン・ブラックウッドで仕上げた高級な携帯電話の販売を最近始めた。

## 保護プロジェクト
2つの団体がアフリカン・ブラックウッドの保護に関わっている。ムピンゴ保護プロジェクト the Mpingo Conservation Project とアフリカン・ブラックウッド保護プロジェクト the African Blackwood Conservation Project である。
ムピンゴ保護プロジェクト（MCP）は、アフリカン・ブラックウッドの研究、認識の向上および実践的な保護に関わっている。
アフリカン・ブラックウッドを収穫する地域に住んでいる地元の人々が、生み出された利益の公平な取り分を受け取ることを保証することによって、アフリカン・ブラックウッドとその生育環境との保護を成し遂げることができるのであり、従って彼らに環境保護に関して好意を持ち、生息域を管理しようとする動機を与えているのである。
このことを成し遂げるために、MCP は、複数の共同体が森林管理認証 Forest Stewardship Certification を取得するのを援助している。
アフリカン・ブラックウッド保護プロジェクトは、キリマンジャロ山周辺でアフリカン・ブラックウッドの植林に取り組み、保護教育を行っている。また、成人と女性の複数のグループと共に、環境保護に関して健全な土地の利用の推進に取り組んでいる。

## 諸言語における名称
- 英語: African blackwood

ケニア:
- キクユ語: mũbĩngũ（モベンゴ; スワヒリ語からの借用語彙。）[10]
- スワヒリ語: mpingo（ただしこの語はコクタンも指し得る。）[3]